# Decretele lui Beneš
Decretele lui Beneš sau, în conformitate cu denumirea oficială, Decretele președintelui Republicii (dekrety presidenta republiky), sunt decretele promulgate de Edvard Beneš, în acea perioadă președinte al guvernului în exil cehoslovac în timpul celui de-Al Doilea Război Mondial.
Decretele lui Beneš au vizat problema exproprierii și expulzării germanilor din Munții Sudeți (din Sudetenland în general, care se extinde dincolo de munții anterior menționați) respectiv carpatini (i.e., țipțeri) precum și a ungurilor din Slovacia la sfârșitul celui de-Al Doilea Război Mondial. 

## Context general
Aceste decrete au fost semnate de președintele Beneš, același care demisionase din funcție pe 5 octombrie 1938, după semnarea Acordului de la München| și îl desemnase pe Emil Hácha ca președinte al țării. Republica Slovacă își proclamase autonomia sub conducerea monseniorului Jozef Tiso pe 7 octombrie, ducând la crearea pentru foarte puțină vreme a Republicii Ceho-Slovace. Slovacia și-a proclamat independența pe 14 martie 1939, în timp ce armata Germaniei Naziste ocupa Cehia, pe care o va transforma în Protectoratul Boemiei și Moraviei o zi mai târziu.
Edvard Beneš, șeful guvernului în exil și șef al guvernului al guvernului cehoslovac postbelic a promulgat aceste decrete, care, pe 5 martie 1946, au fost ratificate de Adunarea Națională provizorie prin actul constituțional (57/1946 Sb.).

## Decretele președintelui Republicii
Decretele, pregătite de juriștii guvernului în exil și semnate de Benes, pot fi împărțite astfel:
- Decretele perioadei 1940–1944, publicate la Londra. Decretele se refereau la înființarea guvernului în exil, a armatei cehoslovace din afara granițelor și la diferite probleme organizatorice.
- Decretele din 5 aprilie 1943, moment în care guvernul provizoriu își avea sediul la Košice. Decretele se refereau la tranziția puterii în regiunile Cehoslovaciei eliberate de Aliați și la organizarea guvernului postbelic.
- Decretele din aprilie–26 octombrie 1945, care tratau naționalizarea industriei grele, confiscarea proprietăților și expulzarea germanilor și ungurilor, a averilor colaboraționiștilor și trădătorilor și a anumitor organizații, inclusiv a Bisericii Romano-Catolice.